# Arquímedes Figuera
Arquímedes Figuera (Cumaná, Estado Sucre, 6 de octubre de 1989) es un futbolista venezolano que juega como centrocampista en el Club Blooming de la Primera División de Bolivia.

## Trayectoria
Comenzó su carrera como futbolista profesional en 2008 en Trujillanos Fútbol Club, equipo en el que permaneció hasta el año 2014, clasificó y jugó la Copa Sudamericana 2010, fue campeón de la Copa Venezuela 2010 volviendo a clasificar así a la Copa Sudamericana 2011, disputó también la Copa Sudamericana 2013 con Trujillanos perdiendo por la mínima diferencia ante La Equidad de Colombia.
En julio de 2014 llegó al Deportivo La Guaira a préstamo por parte del Caracas ganando con este equipo el bicampeonato de la Copa Venezuela 2014 y 2015, para jugar así la Copa Sudamericana 2014, 2015 y 2016 de manera consecutiva. 

### Universitario de Deportes
El 30 de diciembre de 2016 fue confirmado como nuevo fichaje de Universitario de Deportes del Perú llegando así a préstamo por un año de cara al Campeonato Descentralizado 2017 y la Copa Libertadores 2017. Confesó que la crisis en Venezuela y la grandeza del club merengue fueron los motivos de este fichaje. El 15 de abril le anotó uno de los mejores goles de su carrera al clásico rival Alianza Lima en un partido que terminó a favor de los merengues, el gol fue de 30 metros. Renueva por todo el 2018 con el conjunto crema. Jugó un total de 64 partidos y anotó 2 goles, ganándose el respeto de la hinchada crema.
Para el 2019 vuelve a Deportivo La Guaira.
En el año 2020 es fichado por la Universidad César Vallejo. Logró clasificar la Copa Libertadores 2021, siendo pieza fundamental del elenco trujillano.

## Selección nacional
Figuera inició su participación en la selección venezolana con la categoría sub-20, con la cual disputó el Campeonato Sudamericano de Fútbol Sub-20 de 2009. Con la selección absoluta ha sido internacional en 23 ocasiones y ha marcado 1 gol. Su debut se produjo el 10 de agosto de 2011 en un encuentro amistoso ante la selección de Honduras, que finalizó con marcador de 2-0 a favor de los hondureños. Fue convocado por el técnico Rafael Dudamel para participar en la Copa América Centenario.

### Participaciones internacionales
| Competición                 | Sede      | Resultado    | Partidos | Goles |
| --------------------------- | --------- | ------------ | -------- | ----- |
| Sudamericano Sub-20 de 2009 | Venezuela | Cuarto lugar | 1        | 0     |

### Participaciones en Eliminatorias al Mundial
| Eliminatorias                 | Resultado | Partidos | Goles |
| ----------------------------- | --------- | -------- | ----- |
| Eliminatorias Mundial de 2018 | 10º lugar | 10       | 0     |

### Participaciones en Copa América
| Copa                    | Sede           | Resultado        | Partidos | Goles |
| ----------------------- | -------------- | ---------------- | -------- | ----- |
| Copa América Centenario | Estados Unidos | Cuartos de final | 3        | 0     |
| Copa América 2019       | Brasil         | Cuartos de final | 1        | 0     |

## Clubes
| Club                      | País      | Año               |
| ------------------------- | --------- | ----------------- |
| Trujillanos F. C.         | Venezuela | 2009 - 2014       |
| Deportivo La Guaira       | Venezuela | 2014 - 2016       |
| Universitario de Deportes | Perú      | 2017 - 2018       |
| Deportivo La Guaira       | Venezuela | 2019              |
| Universidad César Vallejo | Perú      | 2020 - 2022       |
| Blooming                  | Bolivia   | 2023 - Actualidad |

## Palmarés

### Campeonatos nacionales
| Título         | Club                | País      | Año  |
| -------------- | ------------------- | --------- | ---- |
| Copa Venezuela | Trujillanos F. C.   | Venezuela | 2010 |
| Copa Venezuela | Deportivo La Guaira | Venezuela | 2014 |
| Copa Venezuela | Deportivo La Guaira | Venezuela | 2015 |